# FourFourTwo (magazin)

A FourFourTwo egy havonta megjelenő labdarúgó magazin, amit a Haymarket Group készít 1994 óta. Az újság 200. kiadása 2011 februárjában jelent meg. A név onnan származik, hogy a four-four-two (azaz magyarul: 4-4-2) egy gyakran használt, hétköznapivá vált labdarúgó formáció világszerte. 

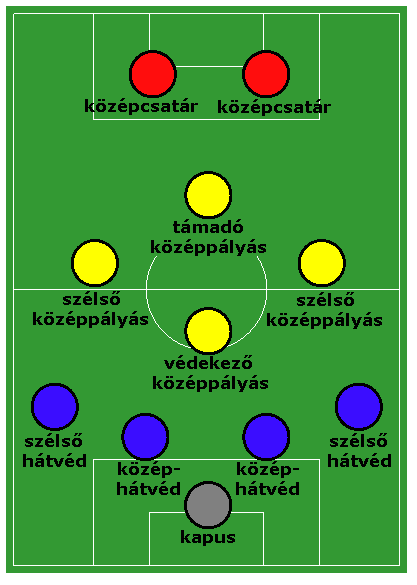
A 4-4-2-es gyémántalakzat

2008-ban bejelentették, hogy a FourFourTwo hároméves mezszponzori szerződést kötött a Swindon Town FC-vel.
A FourFourTwo egy magazin, saját televíziós műsorral is rendelkeznek, ami az Egyesült Királyságban terjedt csak el.

## Jelenlegi műsorvezetők
Két híres személy napját követhetik végig az angol nézők minden vasárnap:
- James Richardson, aki egy brit műsorvezető és újságíró,
- Jonathan Wilson, aki egy sportújságíró, és közkedvelt angol színész.

A műsorukban beszámolnak a Premier League, a La Liga, a Bundesliga és a Serie A adott mérkőzéseiről, góljairól, meghökkentő jeleneteiről, sőt a nézők, ellenszurkolók egymásnak feszüléséről is.

## Hiresebb főcímoldal szereplők
- Arsène Wenger, az Arsenal menedzsere
- Diego Forlán, az Inter csatára.
- Stan Bowles, a volt Queens Park Rangers és angol labdarúgó-válogatott játékosa.

## Külföldi nyelvű oldalak
- Eredeti weboldal
- Magyar weboldal Archiválva 2020. november 30-i dátummal a Wayback Machine-ben
- Ausztrál weboldal
- Portugál weboldal
- Svéd weboldal
- UK Subscription Site[halott link]